# Џозеф Акаба
Џозеф Мајкл „Џо” Акаба (енгл. Joseph Michael "Joe" Acaba; Инглвуд, 17. мај 1967) је амерички наставник, хидрогеолог и астронаут агенције NASA. За астронаута је изабран 2004. године као члан 19. астронаутске групе америчке свемирске агенције и тиме постао први астронаут порториканског порекла.
До сада је два пута летео у свемир, а трећи пут ће полетети у септембру 2017. године.